# Economia dell'Arkansas
L'economia dell'Arkansas ha prodotto 119 miliardi di dollari di prodotto interno lordo nel 2015.  Sei società facenti parte della Fortune 500 hanno sede in Arkansas, tra cui la società numero 1 al mondo, Walmart . Il reddito pro capite dell'Arkansas per il 2010 è stato di $ 36.027.  Il reddito familiare medio triennale dal 2009-11 è stato di $ 39.806, al quarantanovesimo posto nella nazione.
Secondo CNBC, l'Arkansas è attualmente il 35 ° miglior stato per le imprese, con il 10 ° costo più basso per fare affari, 8 ° costo della vita più basso, 41 ° miglior forza lavoro, 29 ° miglior clima economico, 41 ° migliore forza lavoro istruita, 41° migliore infrastruttura e ambiente normativo più amichevole del 32 °. L'Arkansas ha guadagnato dodici posizioni nello stato migliore per le classifiche di business dal 2011.
L'Arkansas è considerato uno dei migliori stati per donazioni di beneficenza. Nel 2011, gli Arkansan hanno dato in beneficenza il 6,3% del loro reddito discrezionale, classificandolo come il settimo stato più generoso. L'area metropolitana Pine Bluff si è classificata come la settima area metropolitana più caritatevole della nazione durante lo stesso periodo di tempo.

## Esportazioni
Le esportazioni dello stato nel 2011 sono ammontate a $ 5,6 miliardi. Gli aerei civili sono stati le principali esportazioni dall'Arkansas nel 2011 in termini di quota di mercato, per un valore di circa mezzo miliardo di dollari. Pollame, cotone, riso, livellatrici, munizioni, prodotti chimici organici, acciaio e ammortizzatori sono anche importanti esportazioni dall'Arkansas. Dassault Falcon Jet Corporation a Little Rock è una delle più grandi società di proprietà straniera in Arkansas.
I principali partner esportatori dell'Arkansas nel 2011 includevano Canada (24,9%), Messico (12,1%), Cina (7,4%), Giappone (3,8%), Corea del Sud (3,5%), Francia (3,0%) e Singapore (3,0%) .
Lo stato è anche al terzo posto in termini di acquacoltura di pesce gatto di canale, con circa 19 200 acri (78 km²) sotto allevamento di pesce gatto nel 2010. Il picco della coltivazione del pesce gatto nello stato è stato nel 2002, quando 38 000 acri (150 km²)     erano in fase di coltivazione. Nel 2007, i produttori di pesce gatto dello stato hanno generato vendite per $ 71,5 milioni, il 16 percento del mercato totale degli Stati Uniti. L'Arkansas fu il primo stato a sviluppare allevamenti commerciali di pesci gatto alla fine degli anni '50. Il numero di allevamenti di pesci gatto nello stato è cresciuto negli anni '90 quando gli agricoltori sono entrati nel business del pesce gatto come un modo per incrementare il loro reddito durante i periodi di prezzi bassi per cotone e soia.

## Le più grandi compagnie dell'Arkansas

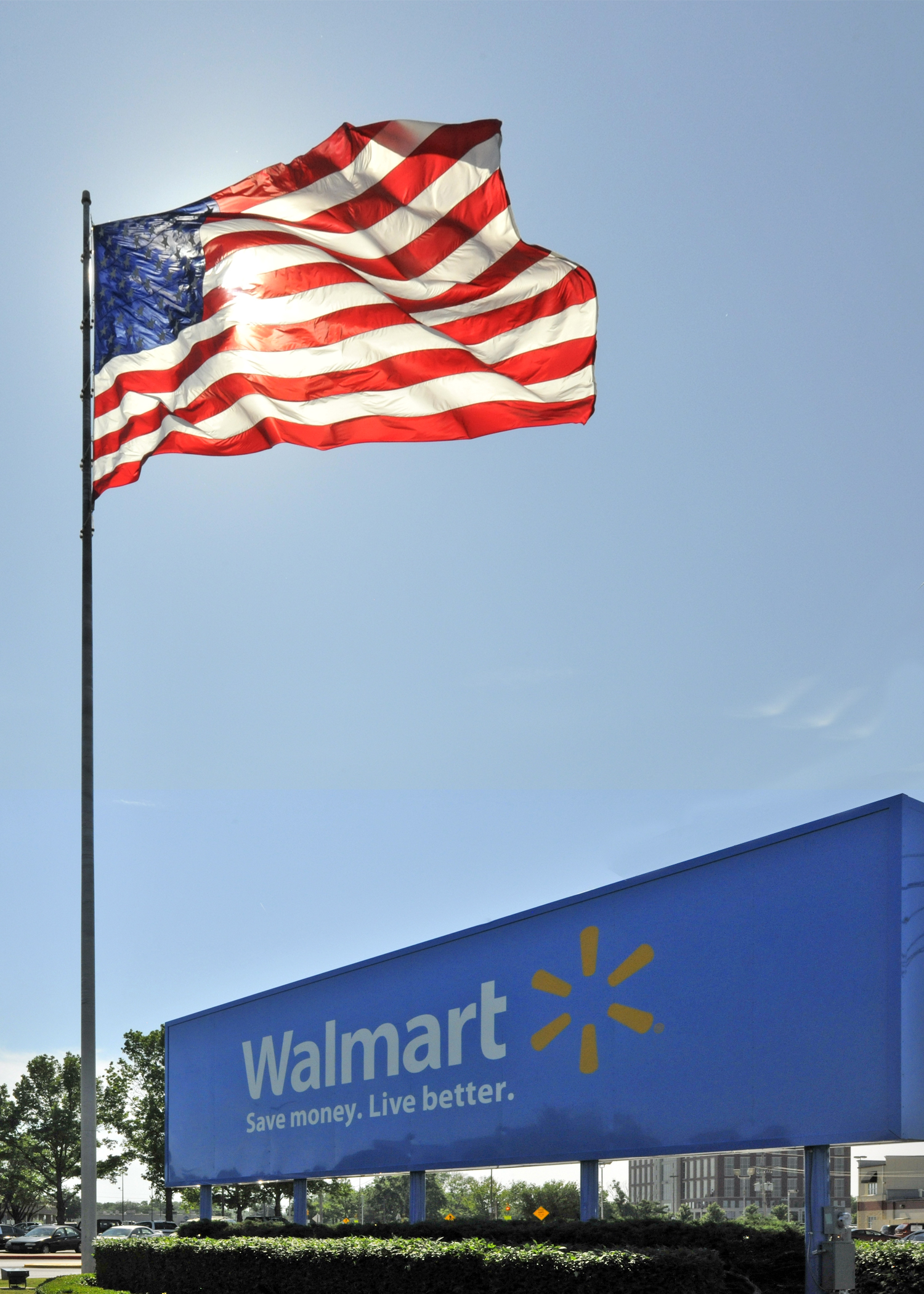
Walmart Home Office a Bentonville

### Aziende pubbliche
La seguente tabella elenca le società pubbliche con sede in Arkansas per ricavi riferiti all'anno 2017 che le collocano nelle maggiori società statunitensi di Fortune 1000 .
| Rango statale | Nome della ditta    | Rank nazionale | Entrate ($ miliardi) Stima 2012 | Sede centrale  | Settore NAICS                                            |
| ------------- | ------------------- | -------------- | ------------------------------- | -------------- | -------------------------------------------------------- |
| 1             | Walmart             | 1              | 500.3                           | Bentonville    | Club e Supercenter di commercio al dettaglio / magazzino |
| 2             | Tyson Foods         | 80             | 38.3                            | Springdale     | Tutti gli altri prodotti alimentari vari                 |
| 3             | Murphy USA          | 279            | 10.9                            | El Dorado      | Minimarket                                               |
| 4             | JB Hunt             | 395            | 7.2                             | Lowell         | Accordo sul trasporto merci                              |
| 5             | Dillard             | 439            | 6.4                             | Piccola roccia | Grandi magazzini                                         |
| 6             | Windstream          | 474            | 5.8                             | Piccola roccia | Servizi di comunicazione, non classificati altrove       |
| 7             | ArcBest Corporation | 763            | 2.8                             | Fort Smith     | Autotrasporto merci generale                             |
| 8             | Olio di Murphy      | 902            | 2.2                             | El Dorado      | Estrazione di petrolio greggio                           |

### Compagnie private
La tabella seguente elenca le uniche società private con sede in Arkansas con ricavi superiori a $1 miliardo.
| Rango statale per entrate | Nome della ditta | Rank nazionale | Reddito ($ miliardi) stima 2007 | I dipendenti | Sede centrale | Settore NAICS                         |
| ------------------------- | ---------------- | -------------- | ------------------------------- | ------------ | ------------- | ------------------------------------- |
| 1                         | Vivere d'oro     | 154            | 2.73                            | 42.000       | Fort Smith    | Altri servizi individuali e familiari |

## Energia

### Produzione

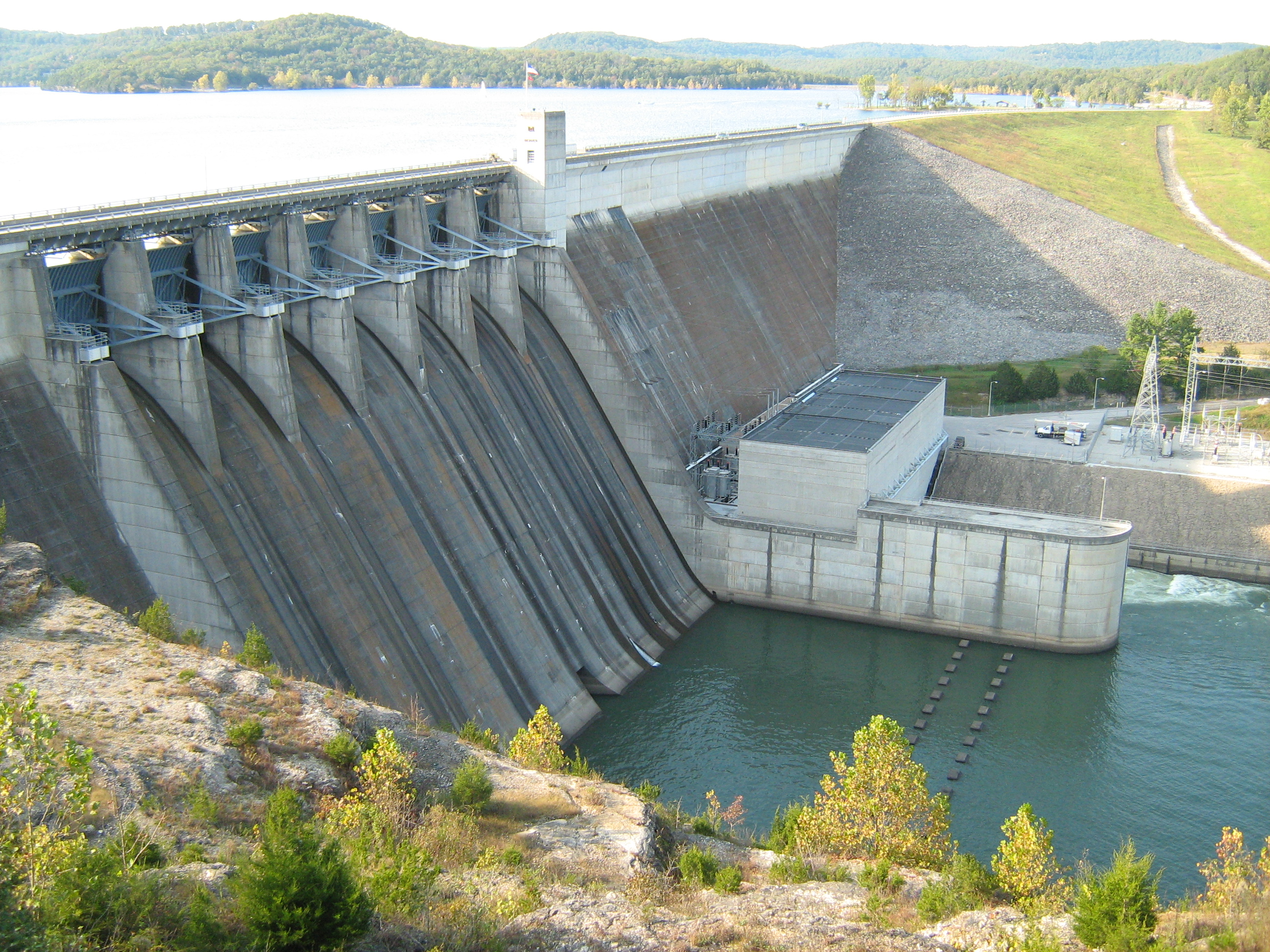
Beaver Dam nella contea di Carroll è in grado di produrre di energia a capacità.

Nel 2007, il 46,2% della produzione di energia dell'Arkansas proveniva da gas naturale, il 27,6% da energia nucleare, il 19,9% da fonti rinnovabili, il 6,2% da combustibili fossili. L'Arkansas importa petrolio per l'uso nel settore dei trasporti, ma è un esportatore netto di energia elettrica, vendendo 20 400 000 000 000 British thermal unit (6,0×109 kWh) alla rete elettrica nazionale nel 2007. La natura rurale dell'Arkansas fa sì che i suoi abitanti spendano di più in energia rispetto alla media nazionale. A causa della trasmissione inefficiente, nel 2007 il 65% dell'elettricità è stato perso sulla via per i consumatori La bassa densità di popolazione dello stato si traduce in costi di elettricità più elevati e più litri di carburante utilizzati per veicolo. L'Arkansas consuma più gas naturale ed energia rinnovabile e meno combustibili fossili rispetto alla media nazionale.
La produzione di petrolio nell'Arkansas iniziò con un boom nei primi anni 1920 nell'Arkansas meridionale. Prodotto in gran parte dalle contee Union, Lafayette, Columbia e Ouachita, il boom iniziò quando il pozzo Busey n. 1 fu completato il 10 gennaio 1921. Nella regione, in particolar nelle zone di El Dorado e Smackover, la produzione di petrolio esplose. Oggi, il petrolio è una parte minore dell'economia statale, ma l'industria rimane uno dei maggiori datori di lavoro nella regione. Oggi, i resti del boom petrolifero comprendono la Murphy Oil, un rivenditore di benzina e l'Arkansas Museum of Natural Resources, che informa i visitatori sulla storia del petrolio nella zona. Due raffinerie, la raffineria El Dorado e la raffineria di Smackover producono un totale di 76 800 bbl/d (12 210 m³/d)       .
Il gas naturale è diventato un'importante fonte di energia e attività economica nell'Arkansas centro-settentrionale. La frattura idraulica nello scisto di Fayetteville ha avuto un impatto su gran parte dell'economia della regione, tra cui le contee di Cleburne, Conway, Faulkner, Van Buren e White . Lo stato si è classificato al 12 ° posto in termini di produzione commercializzata di gas naturale nel 2007. Tuttavia, le preoccupazioni per la salute e l'ambiente, inclusa la possibile responsabilità per i terremoti chiamati sciami di terremoti di Guy-Greenbrier, hanno rallentato il continuo sviluppo delle attività nella regione.
Sebbene rappresenti una piccola parte della miscela di produzione di energia dell'Arkansas, le riserve di carbone vengono estratte all'interno dello stato. Il carbone si trova principalmente nella valle del fiume Arkansas nell'Arkansas occidentale. Lo stato ha anche significativi depositi di lignite . Il carbone dell'Arkansas ha un contenuto di zolfo molto basso rispetto alle medie nazionali.
Le energie rinnovabili svolgono un ruolo importante nel ciclo di produzione e consumo di energia dell'Arkansas. Il mix energetico dello stato comprendeva il 10% di energie rinnovabili, rispetto a una media nazionale del 5,7%, nel 2007. L'energia idroelettrica è la più grande fonte di energia rinnovabile dello stato. Dighe come Beaver, Bull Shoals, Greers Ferry e Dardanelle Lock and Dam hanno tutte la capacità di produrre energia idroelettrica. Sebbene l'Arkansas sia al 27 ° posto a livello nazionale per potenziale di energia eolica, lo stato ha poche turbine eoliche installate. Tuttavia, il più grande produttore al mondo di pale per turbine, LM Wind Power e Nordex, un'azienda produttrice di componenti per turbine, hanno entrambe aggiunto strutture nello stato.

## Tasse statali
L'Arkansas impone un'imposta sul reddito statale con sei parentesi, che vanno dall'1,0% al 7,0%. I primi $ 9.000 di retribuzione militare del personale arruolato sono esenti dall'imposta dell'Arkansas; gli ufficiali non devono pagare l'imposta sul reddito dello stato sui primi $ 6.000 della loro retribuzione militare. I pensionati non pagano alcuna imposta sulla sicurezza sociale o sui primi $ 6.000 di guadagno sulle loro pensioni insieme al recupero dei costi . I residenti di Texarkana, Arkansas sono esenti dall'imposta sul reddito dell'Arkansas; sono inoltre esenti i salari e le entrate delle imprese guadagnati dai residenti di Texarkana, in Texas . L'imposta sulle entrate lorde (vendite) e l'aliquota fiscale (sull'uso) dell'Arkansas è attualmente del 6%. Lo stato ha anche incaricato che vari servizi siano soggetti alla riscossione dell'imposta sulle vendite. Includono servizi di demolizione e rimorchio; trasporto a noleggio; lavaggio a secco e lavanderia; piercing, tatuaggi ed elettrolisi; controllo dei parassiti; monitoraggio della sicurezza e degli allarmi; strutture di self-storage; deposito e attracco delle barche; servizi di toelettatura e allevamento di animali domestici.
Insieme all'imposta sulle vendite statale, ci sono più di 300 tasse locali in Arkansas. Le città e le contee hanno l'autorità per emanare ulteriori vendite locali e utilizzare le tasse se vengono approvate dagli elettori nella loro zona. Queste tasse locali hanno un tetto o un massimale; non possono superare $ 25 per ogni 1% di imposta accertata. Queste tasse aggiuntive sono raccolte dallo stato, che distribuisce i soldi indietro alle giurisdizioni locali mensilmente. Ai contribuenti a basso reddito con un reddito familiare annuo totale inferiore a $ 12.000 è concessa un'esenzione dall'imposta sulle vendite per l'utilizzo di elettricità.
Le vendite di bevande alcoliche rappresentano tasse aggiunte. Una tassa supplementare del 10% sulle bevande miste è imposta sulla vendita di bevande alcoliche (birra esclusa) nei ristoranti. Una tassa del 4% è dovuta sulla vendita di tutte le bevande miste (tranne birra e vino) vendute per il consumo "locale". È richiesta una tassa del 3% sulla birra venduta per il consumo fuori sede.
Le tasse di proprietà sono valutate su beni immobili e personali; solo il 20% del valore viene utilizzato come base imponibile.